# جون ريتشارد لوبو
جون ريتشارد لوبو (بالإنجليزية: John Richard Lobo)‏ هو سياسي هندي، ولد في 26 مارس 1953. حزبياً، نشط في المؤتمر الوطني الهندي. وقد انتخب Member of the Karnataka Legislative Assembly ‏.